# پولدین
پولدین (انگلیسی: Poldine) یک داروی ضد موسکارینی است.